# مراجعة الأقران
مراجعة الأقران (أو مراجعة النظراء) أو تحكيم الأقران هي عملية تقييم عمل أو نشاط يقوم بها شخص ذو اختصاص وكفاءة في مجال العمل أو النشاط. وعادة ما تقوم مهنة ما، أو جمعية اختصاص، في جعل مراجعة الأقران في صلب عمليات التقييم التي تقوم بها من أجل التأكد من الجودة ومصداقية أعمالها أو منشوراتها. في مجال الأكاديمي، يتبع أسلوب مراجعة الأقران لاتخاذ قرار في مدى صحة ومصداقية رسالة أكاديمية لنشرها في الدوريات التخصصية.
عادة ما تُصَّنَف مراجعة الأقران بحسب نوع النشاط وبحسب مجال المهنة أو الموضوع. فمثلا، مراجعة الأقران الطبية قد تعني المراجعة السريرية، بينما في مجال التمريض فقد تعني مراجعة مهارات التدريس عند الأطباء أو في التمريض. كما قد تعني مراجعة الأقران لمقالات النشرات الدورية أو الصحفية. وعلاوة على ذلك، تم استخدام «مراجعة الأقران الطبية» من قبل الجمعية الطبية الأميركية لتشير إلى عملية تحسين الجودة والسلامة في مؤسسات الرعاية الصحية، وكذلك أيضا إلى عملية التقييم السريري أو لتقييم سلوك الامتثال للمعايير المهنية المطلوبة لتثبيت العضوية في الجمعية.

## الدوريات المُحَكَّمَة
معنى عبارة Peer-review دورية مُحَكَّمة، أي يراجع الدراسة قبل نشرها مجموعة من الخبراء المتخصصين في مجال أكاديمي معين، ولا يتم الموافقة على نشر البحث أو الدراسة في تلك الدورية إلا بعد إجازتها من خبراء ومتخصصين في المجال نفسه.

## مراجعة الأقران المهنية
تركز مراجعة الأقران في المجالات المهنية على تقييم الإداء المهني من أجل تطوير المهنة والمختصين بها، التأكد من أن أعضاء المهنة يلتزمون بمعاييرها أو من أجل منح الشهادات. تشمل المهن التي تعتمد مراجعة الأقران الطب، المحاماة
، الهندسة، المحاسبة، الطيران وحتى إدارة حرائق الغابات. في المجال الأكاديمي، تعتمد مراجعة الأقران عند البحث في ترقية المدرسين وعند إجرآت تثبيتهم. وتستعمل في التربية والتعليم كأسلوب لتحقيق مستويات أعلى في الأهداف التعليمية.

## مراجعة الأقران الأكاديمية
مراجعة الأقران الأكاديمية، وتسمى التحكيم، هي عمليى إخضاع عمل أكاديميي ما (بحث، أو مقالة أو دراسة أو أطروحه) إلى فحص دقيق من قبل خبراء في مجال العمل قبل منح الإذن في نشر العمل في دورية متخصصة. وتكون نتيجة المراجعة إما القبول بها، أو رفضها، أو بقبول مشروط بالمراجعة. وتتطلب المراجعة الأكاديمية تأليف لجنة من أخصائيين في الموضوع المؤهلين للقيام بمراجعة حيادية. مع أن مراجعات الأقرن تعتبر ضرورية في عالم الأكاديمية، إلا أنها تعرضت لإنتقادات عديدة بأنها غير فعالة، بطيئة وغير مفهومة. ومن أهم أسباب التنكر لهذا الأسلوب هو قضايا فشل مراجعة الأقران التي واجهتها ناسا ومركز هارفيرد سميثونيان.